# Sad Lovers and Giants
Sad Lovers and Giants est un groupe de rock britannique, originaire de Rickmansworth, en Angleterre.

## Biographie
Le groupe est formé en 1980. La première formation comprend au chant Garçe (Simon) Allard, à la guitare Tristan Garel-Funk, à la basse Cliff Silver, à la batterie Nigel Pollard  et aux claviers et au saxophone David Wood.
Après le premier EP, Clé, et le single Colourless Dream en 1981, le groupe sort deux albums, Epic Garden Music (1982) et Feeding the Flame (1983). En 1983, ils enregistrent une Peel Session pour John Peel de la BBC Radio One, et un concert pour la radio néerlandaise Hilversum 1 qui sortira en 1986, sous le nom de Total Sound. Le groupe enchaîne les concerts au Royaume-Uni et en Europe, notamment en Allemagne et aux Pays-Bas, tout comme The Sound. Le groupe se sépare à la fin de l'année 1983, à cause de tensions entre membres. Garel-Funk et Pollard partent fonder the Snake Corps. Profitant d'un problème juridique, le label Midnight Music sort l'année suivante la compilation In the Breeze dont un titre inédit Three Lines qui n'était pas prévu pour une publication.
SLAG se reforme en 1987 avec Allard et Pollard et en nouveaux membres, Tony McGuinness à la guitare, Juliet Sainsbury aux claviers et Ian Gibson à la basse, et sort un nouvel album The Mirror Test. Au fur et à mesure que l'intérêt grandit à l'étranger, le groupe se produit beaucoup aux Pays-Bas, en Espagne et en France. Silver, le premier bassiste du groupe, remplace Gibson.
Après la sortie en 1991 de Treehouse Poetry, Midnight Music met la pression sur le groupe qui préfère se dissoudre mais donne quelques concerts avec And Also the Trees au Marquee Club et à l'Electric Ballroom. Le label Cherry Red rachète le catalogue de Midnight Music en 1996, et publie un best-of, E-mail from Eternity.
Sad Lovers and Giants sort en 2002 Melting in the Fullness of Time, son sixième album, issu d'enregistrements d'Allard et McGuinness avec le bassiste de Snake Corps Liam McGuinness, le batteur Kevin Mathews et deux membres de Lovebabies, la chanteuse Jenny Clark et le guitariste Bob Bradley. Le groupe donne deux concerts en Italie l'année suivante. Allard, McGuinness, Pollard  et Gibson se rassemblent et donnent une tournée en Italie et en Grèce en avril 2009 à l'occasion de la réédition de Feeding the Flame et Epic Garden Music par Cherry Red. 
En 2010, le groupe joue quelques dates à Athènes et à Barcelone et ressort The Mirror Test puis donne un nouveau single. En 2012, après des concerts à Berlin et Salerne, le groupe se met à écrire et à enregistrer en vue d'un nouvel album. Une interview de SLAG apparait à l'automne 2013 et au printemps 2014 dans le magazine The Big Takeover. En 2014, Garçe Allard sort une autobiographie, Things We Never Did – The Story of Sad Lovers & Giants. Sad Lovers and Giants donne une courte tournée en Amérique du Nord en mars 2016 ; la première date est le festival South by Southwest d'Austin, Texas.
En 2018, ils enregistrent leur 7ème album studio qui sort le 31 octobre. Cet album sort après 16 ans d'absence.

## Discographie

### Albums studio
- 1982 : Epic Garden Music (Midnight Music)
- 1983 : Feeding the Flame (Midnight Music)
- 1987 : The Mirror Test (Midnight Music)
- 1990 : Headland (Midnight Music)
- 1991 : Treehouse Poetry (Midnight Music)
- 2002 : Melting in the Fullness of Time (Voight-Kampff Records)
- 2018 : Mission creep (Voight-Kampff Records)

### Singles et EP
- Clé 7" EP (1981, Last Movement)
- Colourless Dream 7" single (1982, Last Movement)
- Lost in a Moment 7" single (1982, Midnight Music)
- Man of Straw 7"/12" single (1983, Midnight Music)
- Seven Kinds of Sin 12" single (1987, Midnight Music)
- White Russians 12" single (1987, Midnight Music)
- Cow Boys" 12 EP (1988, Midnight Music)
- Sleep / A Reflected Dream split avec The Essence (1988, Midnight Music)
- Clocks Go Backwards 12" EP (1990, Midnight Music)
- Himalaya / Happiness Is Fragile (2010, Voight-Kampff Records)
- Copacetic - The Part Time Punks Session (2016, Voight-Kampff Records)

### Albums live
- Total Sound (1986, Midnight Music)
- La Dolce Vita (Live in Lausanne)  (1999, Voight-Kampff Records)

### Compilations
- In the Breeze (1984, Midnight Music)
- Les Années vertes (1988, Midnight Music)
- E-Mail from Eternity - The Best of Sad Lovers and Giants  (1996, Anagram Records/Cherry Red Records)
- Headland and Treehouse Poetry  (2001, Voight-Kampff Records)
- Lost in a Sea Full of Sighs (2016, Dark Entries Records)
- Where the Light Shines Through 1981-2017 (coffret 5 CDs - 2017)